# 실크-FAW
실크-FAW 오토모티브(영어: Silk-FAW Automotive)는 중국의 자동차 제조업체인 디이 자동차 그룹과 이탈리아 기반의 실크 EV가 2021년에 설립한 합작투자 회사이다. 레조에밀리아에 본사를 둔 실크-FAW 오토모티브는 이탈리아와 중국에서 생산을 계획하며 고성능 전기차를 설계, 개발 및 제작하기 위해 최대 12억 달러를 투자할 계획이다.
2021년 실크-FAW는 첫 번째 자동차인 훙치 S9의 생산을 시작했다. 발터 드 실바가 디자인한 S9은 4리터 트윈 터보차지 V8 엔진과 함께 하이브리드 파워트레인을 특징으로 하며, 1,300 마력 이상의 출력을 내고 최고 속도는 250 마일 매 시에 근접한다. 실크-FAW는 S3, 35, S7 등 'S' 시리즈 차량을 제조할 계획이다.

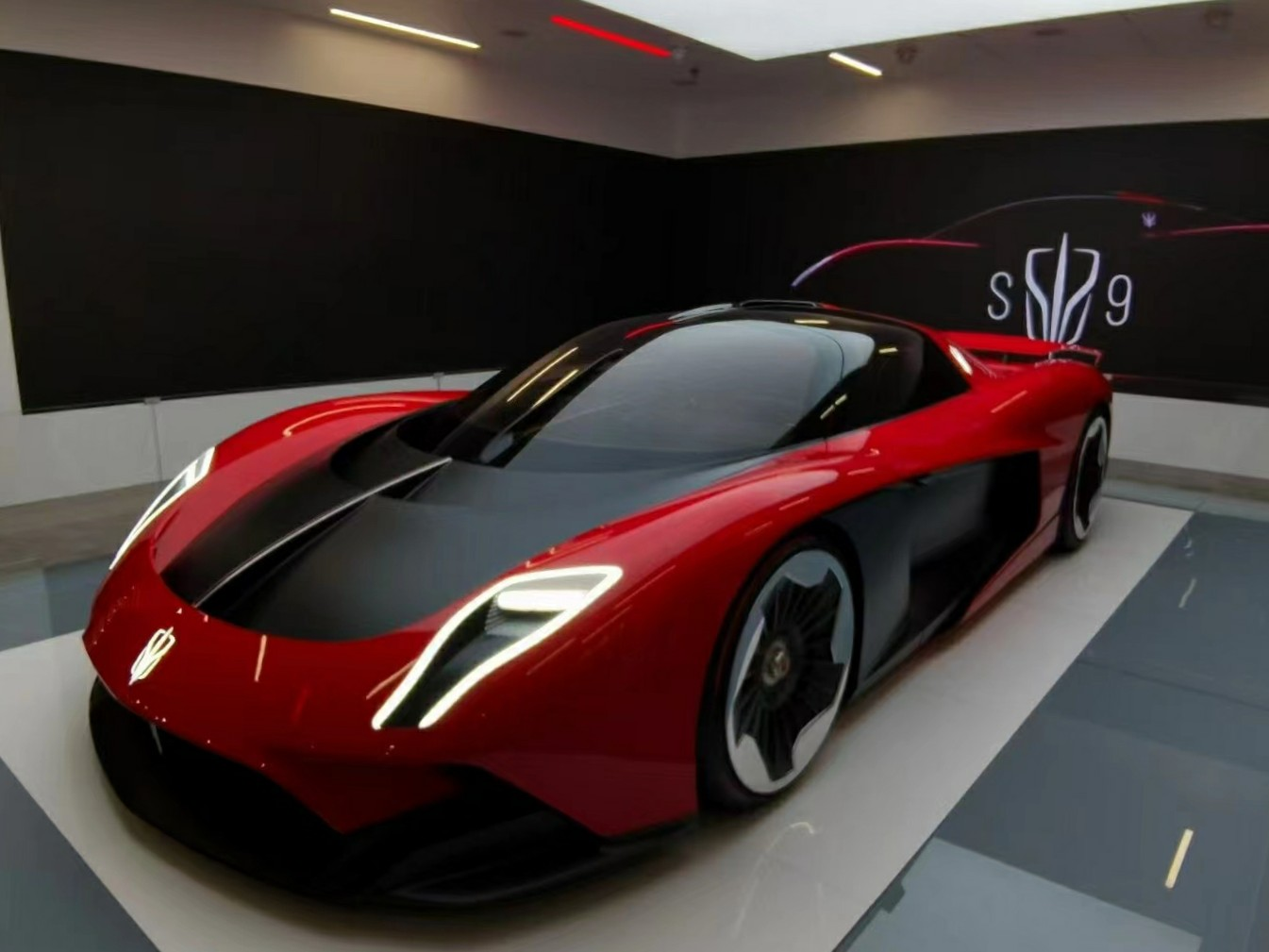
실크-FAW가 제조한 S9

## 역사

### 훙치 S9 콘셉트
2019년 9월, 중국 회사 디이 자동차는 이전에 럭셔리 리무진과 SUV에 중점을 두었던 훙치 브랜드의 완전 전기 하이퍼카 프로토타입을 공개했다. 훙치 S9 콘셉트는 2019년 프랑크푸르트 국제 무역 박람회에서 데뷔했으며, 2년 후 생산 버전의 출시를 예고했다.

### 합작투자
생산형 훙치 S9을 개발하기 위해 디이 자동차는 이탈리아 엔지니어링 및 디자인 회사 실크 EV와 협력하기로 결정했다. 이 파트너십은 숙련된 엔지니어와 디자이너뿐만 아니라 기술 자원을 확보하기 위한 것이었다. 2020년 4월, 실크-FAW라는 합작투자 회사가 설립되었고, 2021년 2월에 공식적으로 출범했다. 동시에 이 연합은 중국 및 글로벌 시장을 위한 다른 럭셔리 전기 스포츠카 개발에도 장기적인 협력을 할 것이라고 발표되었다. 미래 실크-FAW 차량의 생산은 이탈리아와 중국 창춘의 디이 공장 모두에서 이루어질 것이라고 언급되었다.
2021년 2월 실크-FAW 출범과 함께 유명한 이탈리아 스타일리스트 발터 드 실바가 디자인 부서의 수장을 맡았으며, 그의 첫 프로젝트는 생산형 훙치 S9이었다. 3개월 후, 자동차 산업에서 또 다른 숙련된 이탈리아인인 전 페라리 CEO 아메데오 펠리사가 실크-FAW 팀에 합류했다.
한 달 전, 2021 상하이 모터쇼에서 생산형 훙치 S9의 공식 세계 초연이 열렸다. 이 하이퍼카는 발터 드 실바에 의해 완전히 새로운 차체 디자인을 받았지만, 전용 실크-FAW 회사 로고에도 불구하고 훙치 브랜드를 유지하기로 결정했다. 이 생산 차량은 완전 전기차가 아니라 플러그인 하이브리드이다. 2021년 5월, 훙치 S9은 모데나의 이탈리아 실크 EV 공장에서 99대 한정 생산될 것이라고 발표되었다. 그러나 이러한 계획은 합작 투자 이탈리아 자회사의 법적 문제로 인해 실현되지 못했고, 그 결과 한정 생산 계획은 구체적인 날짜나 물량 없이 중국으로 이전되었다. 2023년 5월, 훙치 S9는 이탈리아의 유명한 콘코르소 델레간차 빌라 데스테 행사에서 전시되었고, 2023년 이후에는 더 이상 운영을 지속하지 않았다.